# همبات

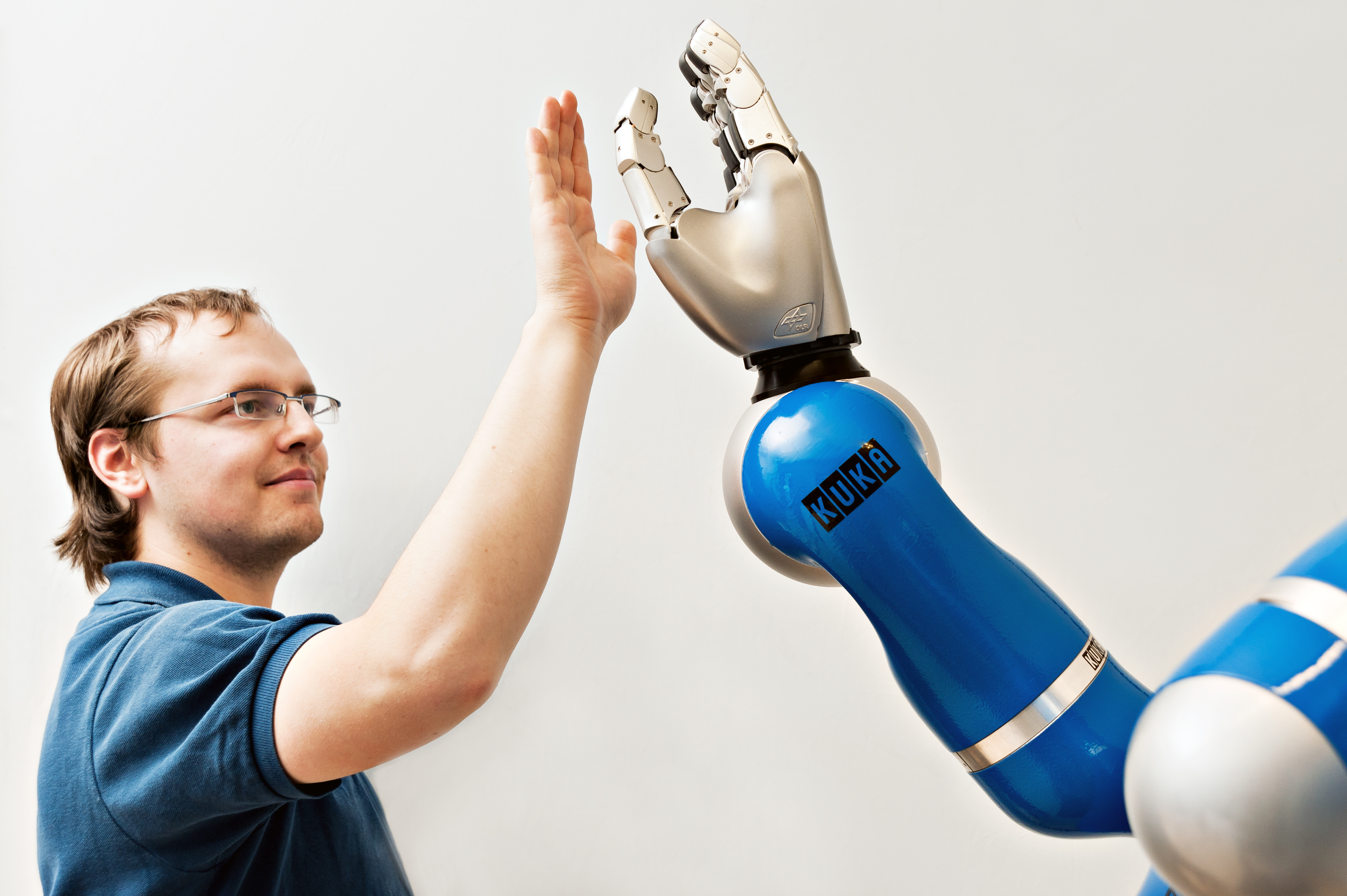
به دلیل کمک گرفتن از سنسور ربات‌ها می‌توانند با انسان‌ها مستقیم و امن تعامل کنند

همبات یا همرُبات یا ربات همکار (به انگلیسی: cobot مخفف از collaborative robot) رُباتی است که برای ارتباط مستقیم با انسان ساخته شده‌است. این ارتباط مستقیم در مکان‌هایی صورت می‌گیرد که هم انسان و هم رُبات در آن حضور یا تردد دارند. یک تفاوت مهم بین همرُبات و رُبات، ملاحظات ایمنی است. ربات‌های صنعتی نیازی به تجهیزات ایمنی تکمیلی ندارند؛ زیرا مقررات مانع تماس افراد متفرقه با آنها می‌شود. اما برای مثال همرُباتها از مواد سبک ساخته می‌شوند. لبه‌های تیز در طراحی و ساخت آنها بکار نمی‌رود و اصولاً از نظر سرعت و قدرت محدودیت بسیار بیشتری دارند. به‌علاوه مجهز به گیرنده‌ها و فیوزهای ایمنی هستند.